# Sabre japonais

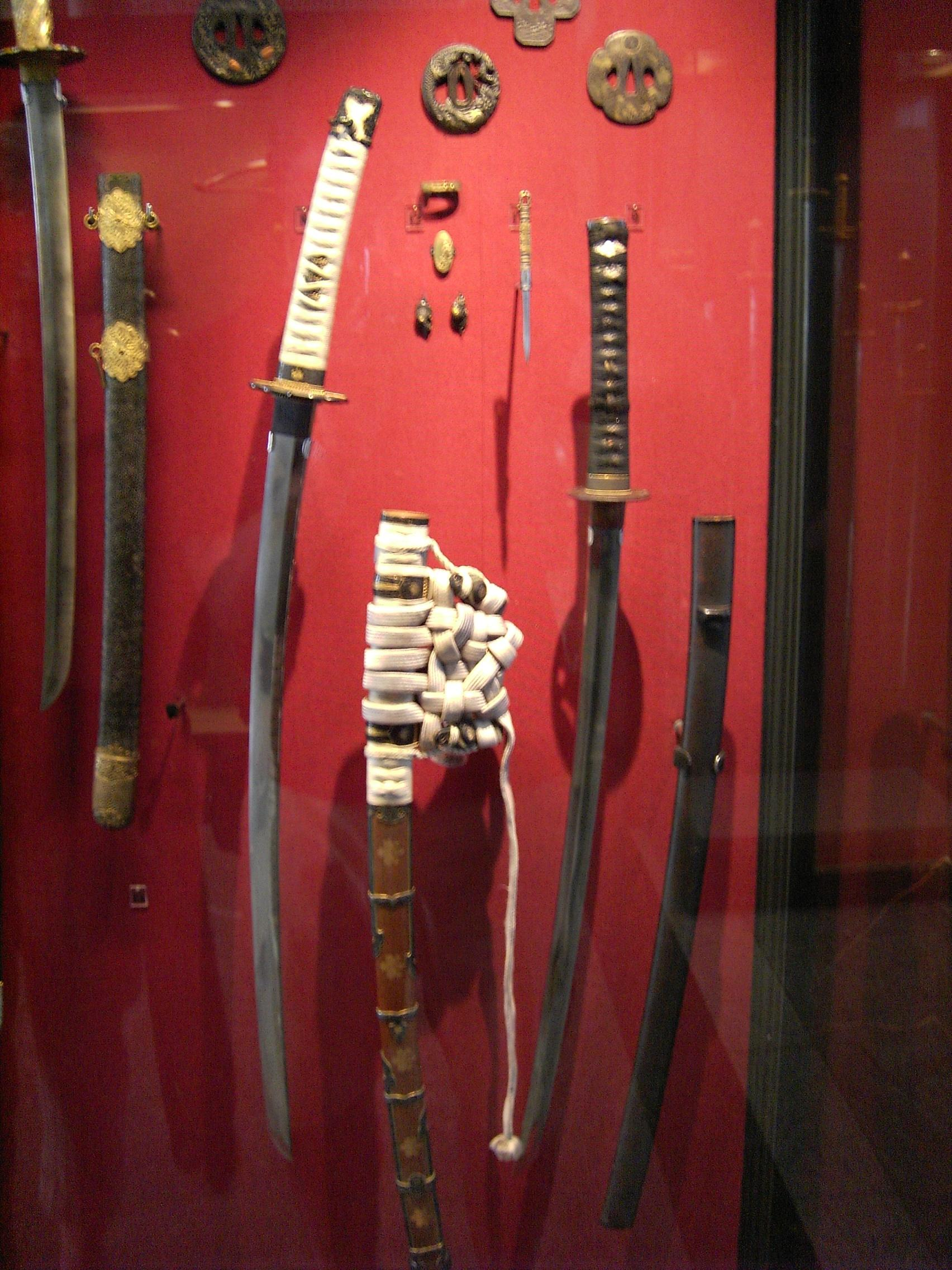
Sabres japonais de l'époque d'Edo.

La dénomination nihontō (日本刀 : 日本, Nihon, Japon +  刀, tō, lame, litt. « lame japonaise », par extension sabre japonais), désigne l'ensemble des armes blanches fabriquées au Japon. 
Dans la culture japonaise, plus que de simples armes, les nihontō sont considérés à la fois comme des œuvres d'art et comme un symbole religieux. Aussi, ils prennent une part importante dans l'histoire et la culture japonaise. Actuellement, 122 sabres japonais allant de la période Kofun à la période Muromachi possèdent le statut de Trésor national,.
Les épées japonaises (tsurugi) apparaissent au début de la période Yayoi, elles sont droites, à double tranchant et forgées d'une seule pièce. Les  premières sont en bronze, mais sont remplacées peu à peu par l'acier pendant les périodes Yayoi et Kofun. Il faut attendre le milieu de l'ère Heian pour voir les premiers sabres courbes à simple tranchant dénommés wantō. L'uniformisation des techniques de forge à base de tamahagane est généralement situé fin Heian, aboutissant finalement au sabre tel que nous le connaissons. 
Actuellement, le terme nihontō regroupe toutes sortes d'armes telles que le fameux katana, le tachi, le wakizashi, le naginata, la yari et bien d'autres.
La classification des nihontō est organisée selon l'utilisation, les formes, les périodes et les écoles. 

## Histoire
Bien que le sabre japonais ait été créé pour une utilisation guerrière, il est actuellement reconnu comme une œuvre d'art à part entière. Habituellement, on considère que l'histoire du sabre japonais est divisée en cinq grandes périodes historiques : les sabres jōkotō (avant 900), les sabres kotō (sabres anciens 900-1596), les sabres shintō (nouveaux sabres 1596-1780), les sabres shin-shintō (nouveaux nouveaux sabres 1781-1876) et les gendaitō (sabres modernes 1876-présent). Chacune de ces périodes représente un courant de forge particulier.

## Classement par formes
Les sabres et dagues :

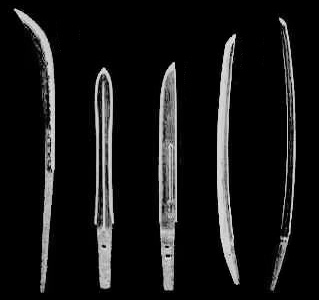
De gauche à droite :Naginata, Tsurugi, Tantō, Uchigatana et Tachi

- Le tachi (太刀, «sabre long»?), sabre courbe d'environ 70–80 cm, apparu vers l'an 900[14]. Principalement utiliIsé par le cavalerie, se porte avec l'armure, le tranchant (nagasa) vers le bas. Il existe des variantes de formes telles que :
  - le kodachi (小太刀, «petit tachi»?), petit tachi de moins de 60,6 cm.
  - le ōdachi (大太刀?, « grand tachi ») tachi d'environ 90 cm.
  - le nodachi (野太刀, «tachi de terrain»?), très lourd, pouvant mesurer jusqu'à 1,50 m.
  - l'uchigatana ((打刀?, « épée de combat »)?), descendant du tachi, mais très proche du katana, car de fabrication identique au tachi. Souvent considéré de qualité inférieure au katana.
- Le katana (刀, «sabre»?), courbe, d'environ 60 cm. Sa production[3] surpasse celle du tachi pendant l'époque de Muromachi (après 1392).Il est porté tranchant vers le haut.
- Le wakizashi (脇差?), courbe, similaire au katana, entre 30 et 60 cm.
- Le tantō (短刀, «petit sabre»?) aussi appelé Koshigatana[3], mesure moins de 30 cm, peut être droit ou peu courbe.

Les lances :
- La naginata (薙刀?), lame très courbée mesurant entre 30 et 60 cm, montée sur une hampe variant entre 120 cm et 240 cm, ,proche du vouge.  La lame est forgée selon les techniques de fabrication du sabre. Son apparition se fait à l'ère Tengyō (938-947)[15].
- Le nagamaki (長巻?), lame peu courbée, longue de plus de 60 cm et montée sur hampe de taille égale à la lame. Probablement apparu pendant l'époque de Heian[16].
- Le yari (槍?), lance dont la pointe est formée d'une lame à double tranchant forgée de la même manière que les sabres.

## Fabrication
Leur technique de fabrication, unique aux forgerons japonais, confère aux lames un équilibre certain entre leurs propriétés de souplesse et leur capacité de coupe. De plus, cette méthode de fabrication donne aux lames un aspect esthétique particulièrement développé. On décompte 8 étapes principales : le choix des minerais, la réduction du minerai, la forge, la trempe, le polissage et finalement, la finition et le montage. 

### La lame
Les caractéristiques des lames de sabres japonais sont groupées en quatre grandes catégories : la partie visible (courbure, arêtes…), la soie (nakago), sa structure (type de grain, activité de la trempe…) et les défauts (bulles d'air, cassures, rayures…).
Les lames sont le résultat d'un travail de forge long et méticuleux. La technique utilisée par le forgeron est le pliage répété de la pièce de fonderie, qui après cette étape, est prête à être allongée de sorte que la forme caractéristique du sabre japonais émerge.

#### Observation de la lame

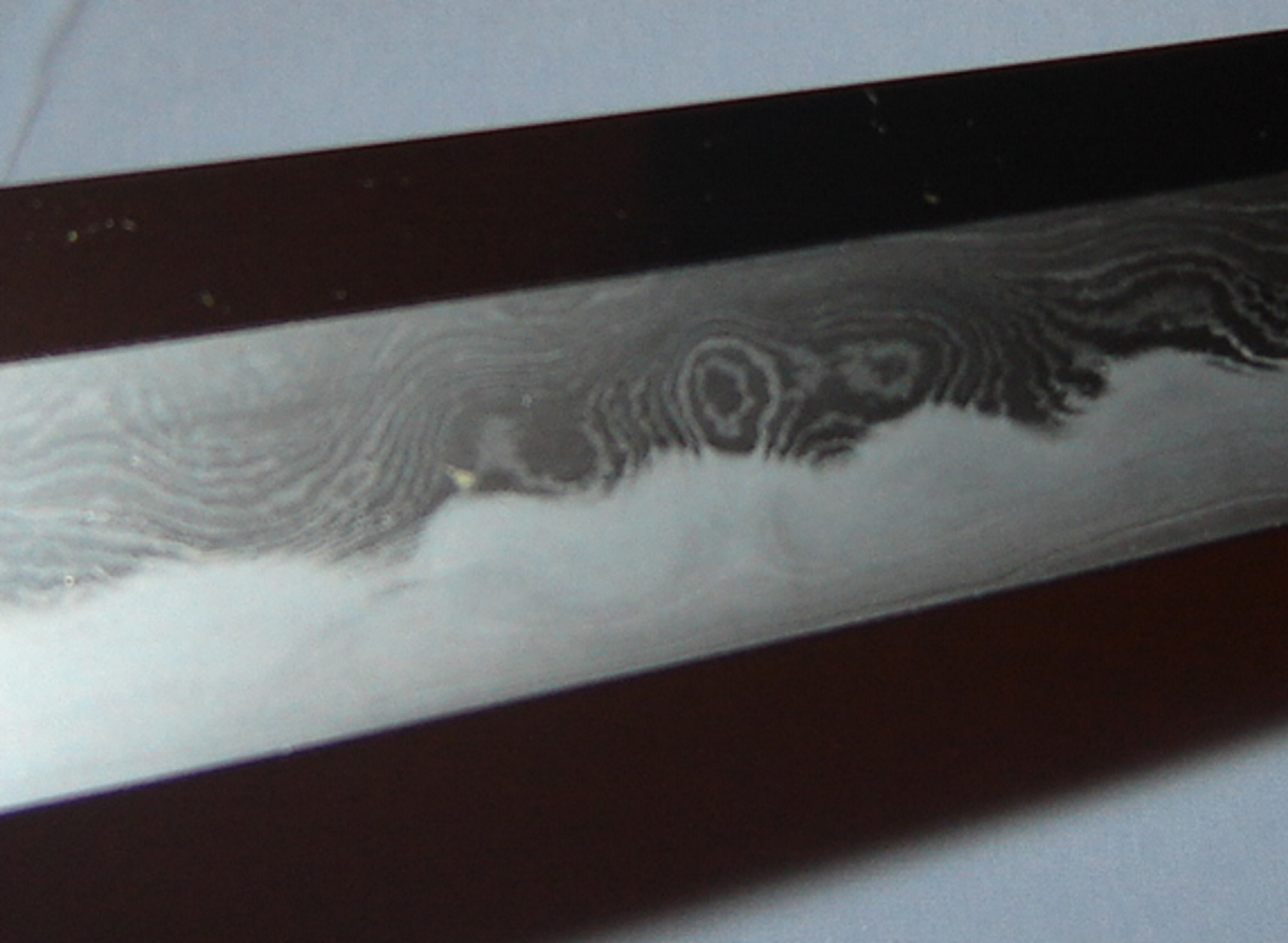
Photo détaillée du ""nioi"

Observer une lame demande beaucoup d'attention et de technique pour un amateur. Regarder une lame n'est pas seulement regarder sa ligne de trempe (hamon), mais un ensemble de caractéristiques telles que la forme générale, le grain de l'acier et ses couleurs, la trempe. 
Pour une bonne observation, deux conditions sont à remplir :
- L'amateur se doit de travailler dans des conditions idéales de lumière, selon des angles et des distances différentes selon le détail observé.
- La lame observée doit être lisible, ce qui implique qu'elle est polie. Pour cela, il est parfois nécessaire de faire appel à un artisan polisseur spécialisé dans les sabres (togishi).

En général, l'amateur doit commencer par observer l'apparence générale de la lame (forme générale, ligne de trempe, régularité des surfaces…). Une fois la première impression passée, il affine son analyse des détails (forme du dos, de la pointe, des arêtes, continuité des surfaces, etc.). Dans un deuxième temps, l'amateur observe le grain de l'acier, ainsi que sa couleur. Pour cela, il doit disposer d'une lampe à lumière blanche de 60 watts. La lampe doit être disposée environ à 40 cm de la lame.
Pour finir, l'amateur observe la ligne de trempe dans ses moindres détails. Cela représente une difficulté majeure, car certains détails sont particulièrement difficiles à percevoir. Pour une bonne vision, il doit faire jouer l'angle de réfraction de la lumière (autrefois, les polisseurs, n'ayant pas de lampe électrique, avaient inventé un système de cloison trouée du côté soleil couchant).
Le temps d'une telle analyse complète varie en fonction du degré de compétence de l'amateur, mais peut aller jusqu'à 4 ou 5 heures selon la précision que l'on veut atteindre.
Après un tel travail, un amateur peut créer un oshigata, forme de reproduction graphique de la lame qui constitue une véritable carte d'identité.

### Saya(fourreau)

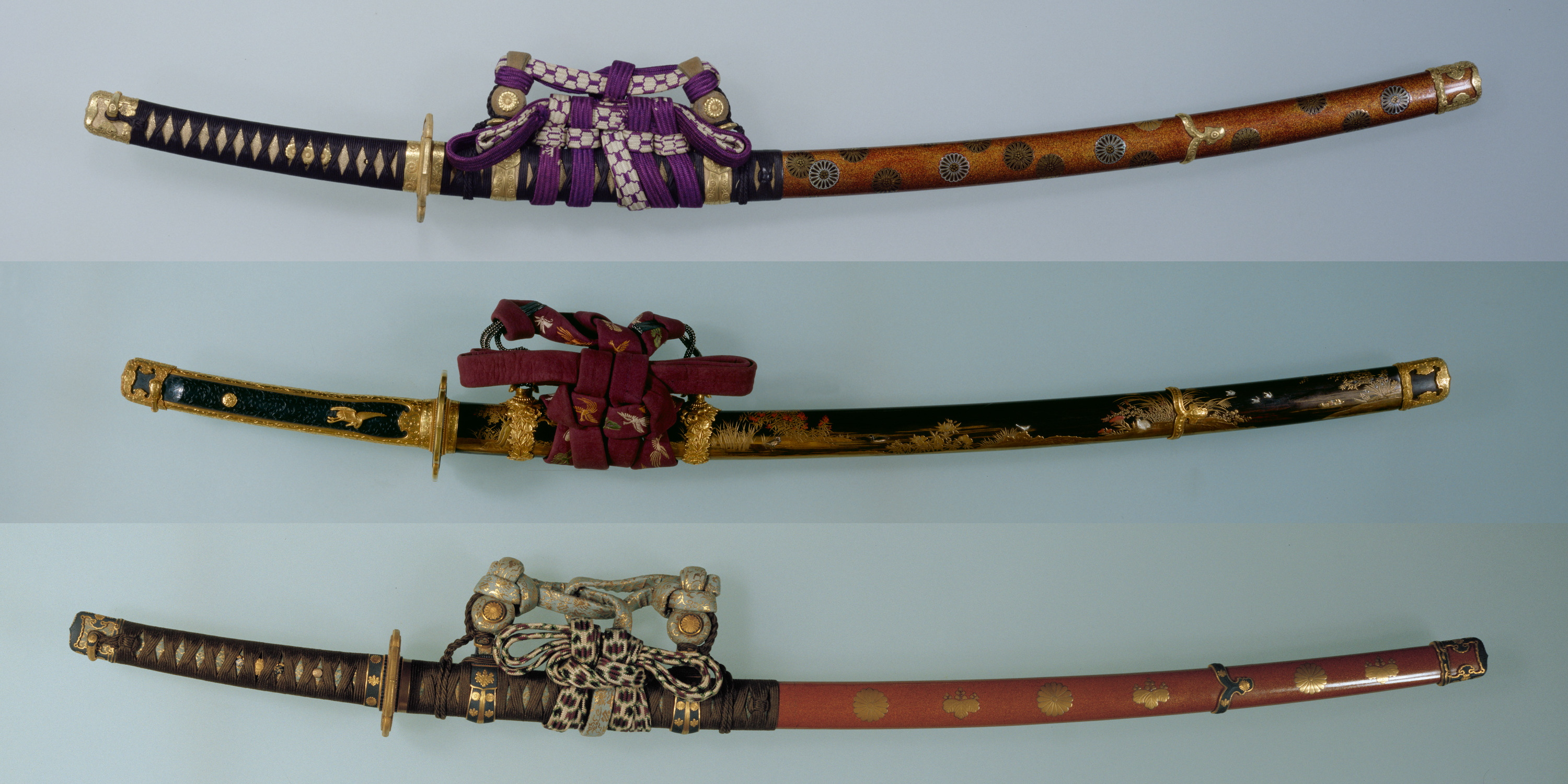
Saya de tachi, période Edo

Le mot saya (鞘) désigne les différents types d'étuis d'une lame, la protégeant des chocs et principalement de l'humidité. Fabriqué traditionnellement par un sayashi (鞘師) à partir du magnolia blanc, le bois doit être d'excellente qualité, sans défauts et sans nœuds.
Il doit épouser très précisément la forme de la lame, c'est pourquoi c'est la lame elle-même qui sert de gabarit, pour minimiser le jeu dans le fourreau. Le saya est généralement recouvert de laque de couleur pouvant varier selon la mode de la période et l'artisan.

### Tsuba(garde)
La tsuba (ou garde) est certainement la deuxième chose que l'on remarque après la lame.
C'est une plaque de métal situé à la base de la lame dont la forme, l'épaisseur, les dimensions et le motif dépendent de l'école et de la demande du client.
La tsuba n'avait à l'origine qu'un but défensif : protéger les mains du pratiquant, ainsi qu'éviter que les mains puissent glisser de la poignée (tsuka) vers la lame. Elles n'étaient donc, au départ, qu'un simple cercle de métal nu.
Cependant, avec le temps, la garde est devenue un symbole montrant son niveau social. On commença donc à forger des tsuba à l'esthétique bien plus travaillées. On distingue les tsuba en fonction de leur forme générale, ronde, carrée, hexagonale, rectangulaire, etc. On a également fabriqué des tsuba en bois ou en ivoire finement travaillés, qui n'étaient montés sur le sabre que pour des évènements publics.

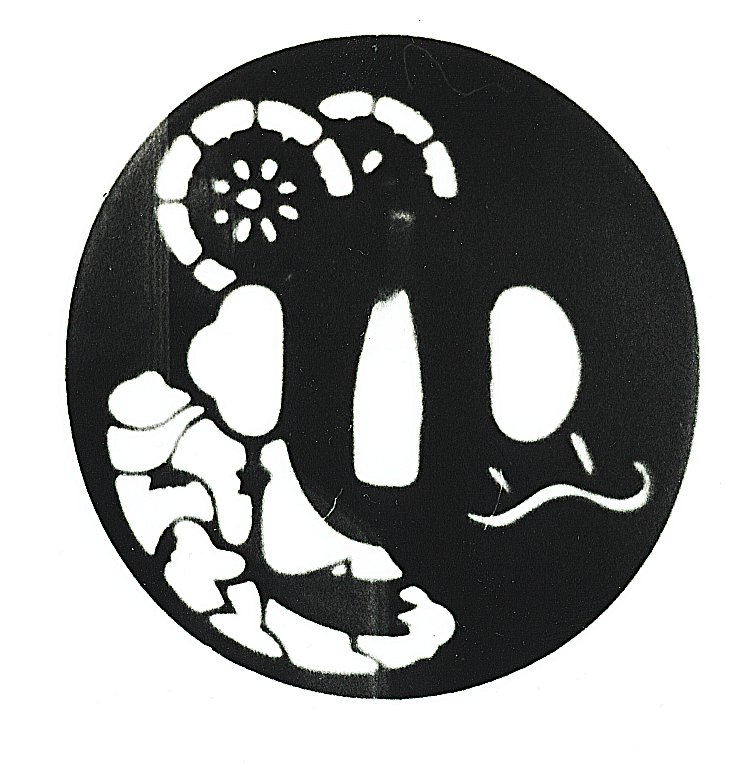
Vue d'une tsuba au musée Guimet de Paris.
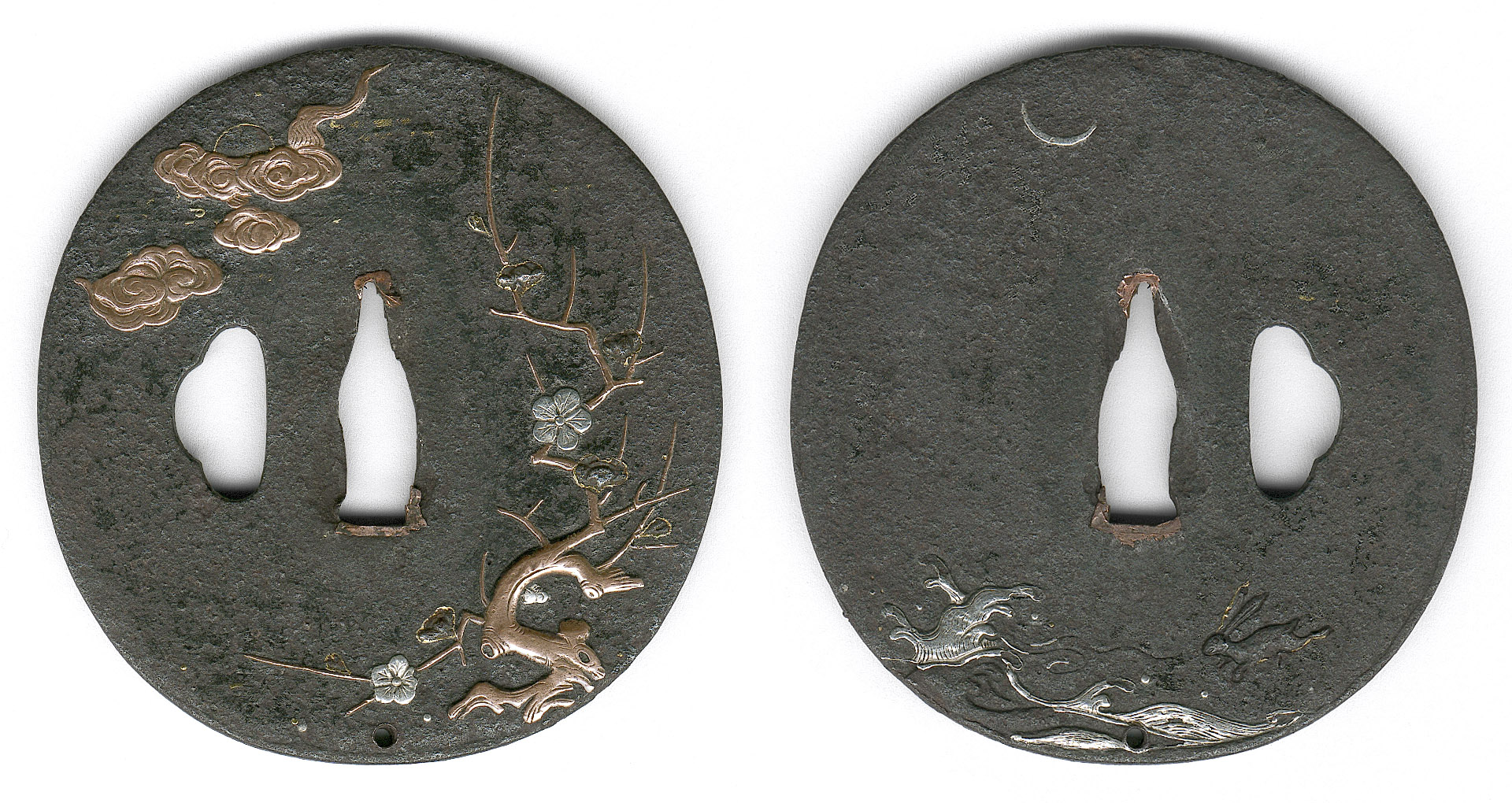
Vues recto et verso d'une tsuba.
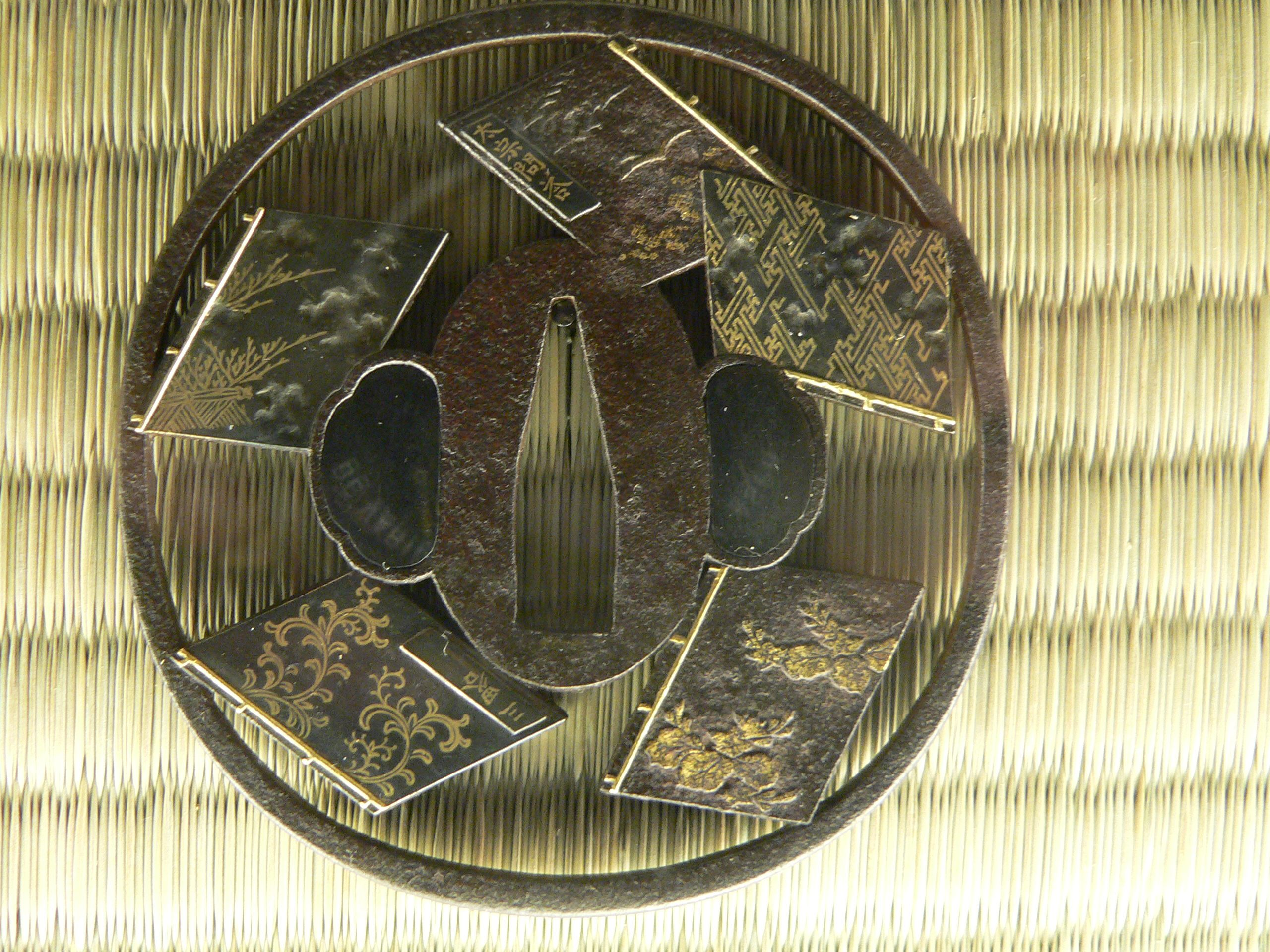
Vue d'une autre tsuba.

On distingue plusieurs particularités sur le tsuba ayant toutes une fonction précise :
- Le nagako-ana : le plus grand et le plus important interstice visible sur le tsuba, il sert à passer la lame du sabre.
- Le kotsuka-bitsu : trou dans lequel on glisse un kogatana, qui était une réplique de la lame du katana mais à petite échelle (« kogatana » signifie « petit katana »). Il servait à tous les usages courants du samouraï, le plus noble d'entre tous étant de tailler la plume d'oie qui permettait au samouraï d'écrire son dernier poème avant son sacrifice rituel : le seppuku (faussement et vulgairement appelé hara-kiri).
- Le kogai-bitsu : trou permettant le rangement du kogai, une paire de pointes ayant de nombreuses utilisations, telles que arme blanche, baguettes, épingles à cheveux, grattoir pour nettoyer les sabots des chevaux ou encore outil pour les armures.

## Etymologie
Le mot nihontō (日本, Nihon, /ɲihoꜜɴ/ signifiant Japon + 刀, tō, /toː/ signifiant sabre) apparait pour la première fois dans le poème Le chant du Sabre, par le poète Ouyang Xiu de la dynastie Song. Il devient plus usité vers la fin du shogunat Tokugawa afin de différencier les sabres japonais des importations occidentales appelées yōtō (洋刀, yō : étranger + tō : sabre ). 

## Coutumes liées au sabre
Il existe de nombreuses coutumes liées au sabre japonais. Cela peut s'expliquer selon différents points de vue. D'une part, le sabre représente un symbole religieux et social et d'autre part, le sabre est une œuvre à la fois dangereuse et relativement fragile.
- Ne jamais sortir entièrement la lame de son fourreau (saya) pour le présenter : à l'origine, cette coutume servait à garantir la sécurité des personnes alentour. Toutefois, cette coutume est restée très présente de nos jours pour les mêmes raisons. En général, on se doit de demander l'autorisation du propriétaire pour dégainer entièrement la lame, et surtout, on doit se tenir à bonne distance de celui-ci. La lame ne doit jamais être pointée vers le sol car en cas de chute, sa pointe risquerait d'être endommagée. De plus, lors de déplacement, la lame ne doit jamais être à l'horizontale. En général, on la tient verticalement, pointe vers le haut, tranchant vers celui qui le tient.

- Ne jamais toucher la lame avec ses doigts. Il arrive souvent que certaines personnes veuillent vérifier le tranchant ou la surface de la lame. Malheureusement, une lame est très sensible à l'acidité de la sueur et s'en trouvera endommagée, c'est pourquoi il ne faut jamais se laisser aller à un tel acte. L'œil reste le meilleur outil d'observation.

- Saluer discrètement la lame lorsqu'on la sort de son fourreau (dans la mentalité japonaise, un objet d'art mérite d'être reconnu pour ce qu'il est).

## Le sabre dans les arts martiaux
Comme dans la majorité des cultures, les techniques de combat aux armes blanches ont laissé place à des arts ou techniques martiales. Toutefois, pour des raisons de sécurité évidentes, des représentations en bois ou en bambou du sabre, moins dangereuses, sont utilisées.
En général, ces instruments tentent de reproduire les caractéristiques générales du katana (courbure, taille, poids). 
On retrouve :
- Le iaitō (居合刀?), réplique en métal (un alliage d'aluminium et de zinc ou forgée de façon basique), non tranchante, d'un katana; cette déclinaison du sabre japonais est l'outil d'entraînement de prédilection des pratiquants de iaidō (居合道?).
- Le bokken (木剣?), sabre en bois rigide ; c'est une arme en soi (le célèbre samouraï Musashi Miyamoto a remporté son fameux duel contre Kojirō Sasaki avec un bokken improvisé en taillant une rame de la barque qui l'emmenait sur le lieu du duel). Il est utilisé par les pratiquants de iaidō pour des combats, par les pratiquants d'aïkido lors des entrainements, et de kendo dans des katas.
- Le suburitō, sabre en bois rigide et lourd, destiné à s'entraîner aux coupes dans le vide (suburi) en se musclant.
- Le shinaï (竹刀?), formé par des lamelles de bambou maintenues par une gaine de cuir. Ce sabre permet de porter des frappes réelles sans danger, moyennant des protections corporelles, et est utilisé par les pratiquants du kendō (剣道?).
- Le shinken, qui est un katana authentique et aiguisé. Il est utilisé principalement pour les coupes, comme dans le batto do et le tame shigiri, contre des cibles constituées de tatamis ou de nattes de paille roulée. Les hauts gradés de certaines écoles de kenjutsu et iaidō les utilisent pour passer des examens ou certains katas.